# UniversitätsVerlagWebler
Der UniversitätsVerlagWebler (UVW) in Bielefeld ist ein Fachverlag für Wissenschaft und Hochschule. Er ist eine Einrichtung der Gesellschaft für Bildung und Medien (GBM), die von Wolff-Dietrich Webler geführt wird. Der Fachverlag publiziert verschiedene Fachzeitschriften und -bücher in analoger und digitaler Form. Einzelne Ausgaben und Bücher über Open Access zugänglich.

## Geschichte
Der Verlag wurde 2001 mit Wolff-Dietrich Webler als Gesellschafter gegründet und wird seit 2005 als Teil der Gesellschaft für Bildung und Medien m.b.H. (GBM) geführt.
Zum 1. Januar 2002 gingen die Rechte an der Zeitschrift Das Hochschulwesen (HSW), mit der Webler schon ab 1972 an der Universität Heidelberg in der Hochschulforschung und Hochschulentwicklung sowie Hochschuldidaktik gearbeitet hatte, auf den eigens gegründeten UniversitätsVerlagWebler über. HSW war das 1953 gegründete, offizielle Organ des „Ministeriums für Fach- und Hochschulwesen“ der DDR. Durch die Auflösung der DDR 1990 verlor die Zeitschrift des Ministeriums ihre wirtschaftliche Basis und der Luchterhand Fachverlag Neuwied erwarb gemeinsam mit der Arbeitsgemeinschaft für Hochschuldidaktik (AHD) die Rechte.
Die Zeitschrift wurde von der AHD getrennt und erschien ab 2003, dem 50. Jahrestag ihres Erscheinens, als eigenständige Zeitschrift.

## Zeitschriften
Zu den regelmäßig erscheinenden Zeitschriften des Verlags zählen:
- Das Hochschulwesen (HSW) Forum für Hochschulforschung, -praxis und -politik
- Forschung (Fo) Politik – Strategie – Management
- Hochschulmanagement (HM) Zeitschrift für die Leitung und Entwicklung von Hochschulen in Forschung, Lehre, Studium, Transfer und Weiterbildung
- Personal- und Organisationsentwicklung (P-OE) in Einrichtungen der Lehre und Forschung Ein Forum für Führung, Moderation, Training und Programm-Organisation
- Zeitschrift für Beratung und Studium (ZBS) Handlungsfelder, Praxisbeispiele und Lösungskonzepte
- Internationalisierung, Vielfalt und Inklusion in Hochschulen (IVI) [Zur Zeit pausiert] Forum für Interkulturalität, Diversity-Management, Anti-Diskriminierung und Inklusion
- Qualität in der Wissenschaft (QiW) Zeitschrift für Qualitätsentwicklung in Forschung, Studium und Administration

Zu jeder Zeitschrift gehört eine entsprechende Buchreihe.

## Open Access
Über Open Access wird ein freier Zugang zu Aufsätzen gewährleistet. Alle Ausgaben der UVW-Zeitschriften werden nach 24 Monaten im Internet zum freien Zugang frei geschaltet.